# Spichrz we Włoszanowie
Spichrz we Włoszanowie – spichlerz w dawnym folwarku z 1902 we Włoszanowie, wpisany do rejestru zabytków: nr 150/A z 15.06.1985 roku. Obecnie budynek administracyjny prywatnego gospodarstwa rolnego. W 1986 r. został pieczołowicie odrestaurowany i przywrócono mu dawny wygląd.